# Список умерших в 1172 году

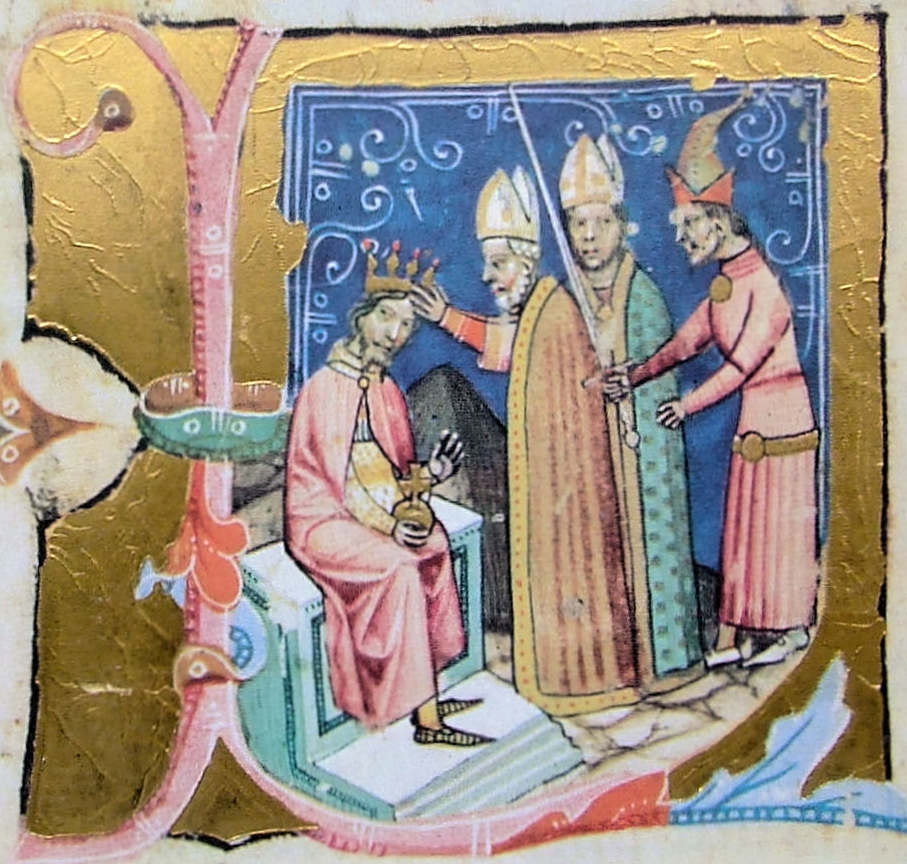
Иштван III

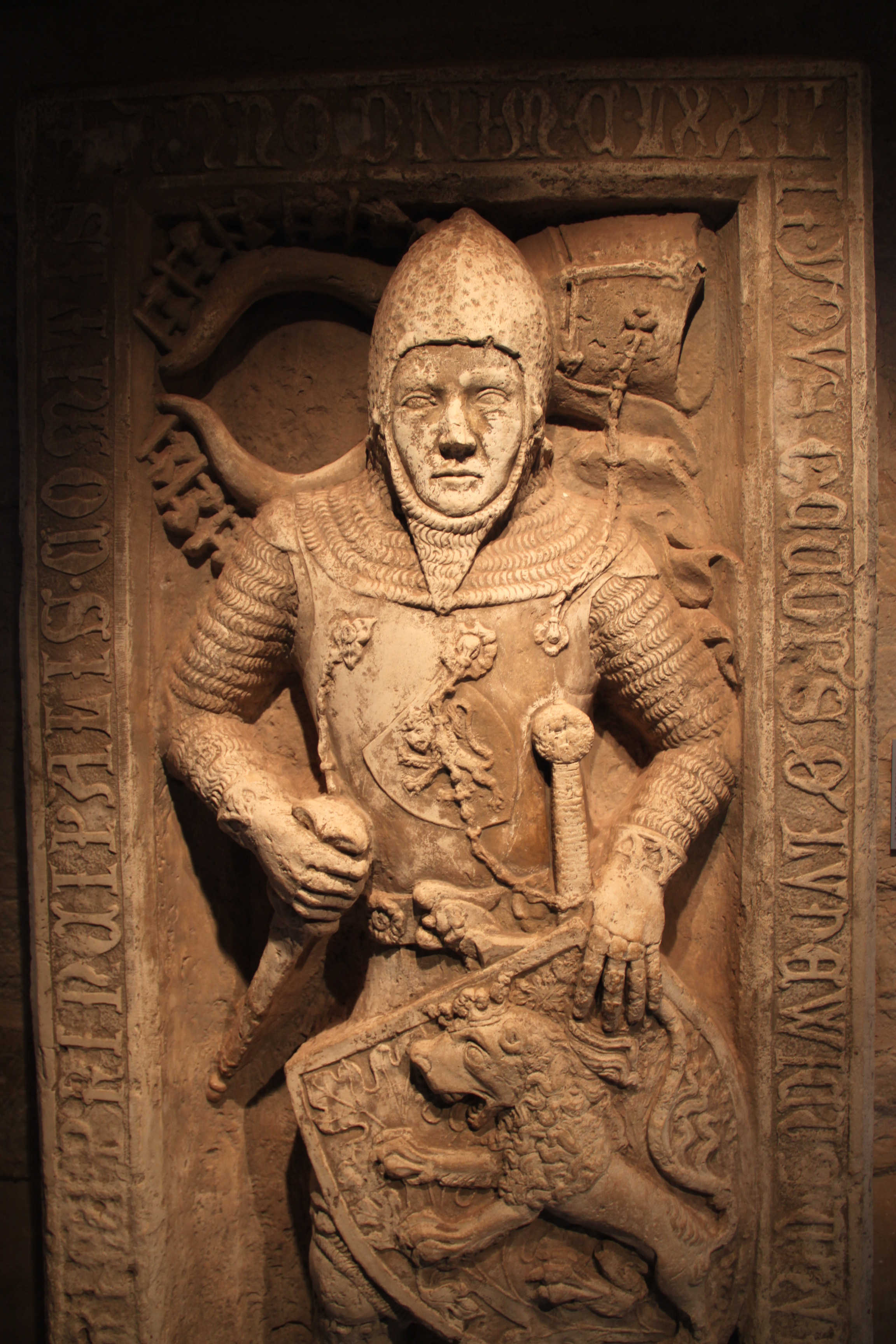
Людвиг II Железный

В этой статье представлен список известных людей, умерших в 1172 году.
См. также: Категория:Умершие в 1067 году\

## Март
- 4 марта — Иштван III — король Венгрии и Хорватии (1162—1172).
- 7 марта — Тадж ад-Дин Ил-Арслан — первый независимый хорезмшах (1156—1172).
- Кадваладр ап Грифид — король Гвинеда (1137—1143), соправитель Оуайн ап Грифида.

## Апрель
- 27 апреля — Дитрих II/IV — граф Клеве (1148/1150—1172).

## Май
- 8 мая — Феодор II, епископ Ростовский.
- 28 мая — Микель, Витале II, 38-й венецианский дож (1156—1172). Убит.

## Июнь
- 20 июня — Гийом I де Понтье (Гийом III Тальва) — (ок. 1105 — ок. 1129)

## Июль
- 8 июля — Юдита Болеславовна, польская принцесса из династии Пястов и жена Оттона I, маркграфа Бранденбурга.
- 17 июля — Конрад I Риддагсхаузенский[нем.] — епископ Любека (1164—1172)

## Октябрь
- 14 октября — Людвиг II Железный — ландграф Тюрингии (1140—1172)

## Дата неизвестна или требует уточнения
- Воислава[пол.] — первая княгиня-консорт Мекленбурга, жена Прибислава.
- Генрих[англ.] — последний князь Капуи (1166—1172).
- Гильом I де Монкада — виконт Беарна (1171—1172) (по праву жены).
- Гильом VII де Монпелье, сеньор Монпелье (с 1147).
- Дульса II — графиня Прованса (1166).
- Жирар II — последний самостоятельный граф Руссильона (1164—1172).
- Касоло, Марко[нем.] — политический убийца, убивший Витале II Микеле. Казнён.
- Кумарпал[англ.] — индийский правитель из династии Соланки (Чаулукьи) (1143—1173).
- Мухаммад ибн Марданис — мусульманский правитель Валенсии (1143—1172).
- Гастон де Мюроль, 6-й магистр Мальтийского ордена (1170—1172).
- Рапото фон Абенберг[нем.] — граф из рода Абенбергов, основатель аббатства в Хайльсбронне.
- Тигернан Мор О’Руайрк, король Брейфне (1124—1172).
- Хемачандра — джайнский философ, проповедник, политик, поэт и учёный-энциклопедист.
- Ян IV из Литомышле[нем.] — епископ Оломоуца (1157—1172).